# Craugastor taurus
La rana de quebrada del Pacífico sur (Craugastor taurus) es una especie de anuros en la familia Craugastoridae.

## Distribución geográfica y hábitat
Es endémica de Costa Rica y oeste de Panamá.

## Estado de conservación
Se encuentra amenazada por la pérdida de su hábitat natural y quizá la quitridiomicosis.